# Rafael Sóbis
Rafael Sóbis (* 17. Juni 1985 in Erechim; eigentlich Rafael Augusto Sóbis) ist ein ehemaliger brasilianischer Fußballspieler. Der Rechtsfuß wurde vorwiegend als Mittelstürmer eingesetzt.

## Karriere

### Verein
Rafael Sóbis spielte zu Beginn seiner Karriere beim brasilianischen Klub SC Internacional in Porto Alegre. Nachdem er in der Jugend alle Stationen des Vereins durchlaufen hatte, kam er 2004 zu seinem ersten Profieinsatz. In seiner ersten Saison als Profi überzeugte er direkt mit seinen Leistungen und wurde 2005 in den Sturm der Elf des Jahres in Brasilien gewählt. Im Sommer 2006 zeigten einige europäische Mannschaften Interesse am ehemaligen U-21-Nationalspieler. Nachdem unter anderem der VfL Wolfsburg schon mit dem Spieler verhandelte, entschied er sich doch zu einem Wechsel nach Spanien, zu Real Betis Sevilla. Hierfür überwiesen die Spanier 8,5 Millionen €. Zum Ende der Transferperiode der Saison 2008/09 wechselte Sobis zu Al-Jazira Club in die Vereinigten Arabischen Emirate und spielte dort die nächsten zwei Jahre. Im Juni 2010 kehrte er zurück zu Internacional und holte zum zweiten Mal nach 2006 die Copa Libertadores.
Im Januar 2019 wechselte Sóbis von Cruzeiro zu seiner alten Wirkungsstätte Internacional. 2020 zog er dann weiter zu Ceará SC. Nach einem geglückten Start absolvierte er ab März 2020 bis zu seinem Transfer zum Zweitligisten Cruzeiro EC im November 2020 kein Spiel mehr. Im November 2021 Sóbis bekannt am Ende der Série B 2021 seine aktive Laufbahn zu beenden.

### Nationalmannschaft
Sóbis kam bei der Junioren-Fußballweltmeisterschaft 2005 zu sieben Einsätzen für Brasilien und schoss ein Tor. Bei den Olympischen Spielen 2008 gewann er mit Brasilien die Bronzemedaille.

## Erfolge
Internacional
- Campeonato Gaúcho: 2004, 2005, 2011
- Copa Libertadores: 2006, 2010

Fluminense
- Campeonato Carioca: 2012
- Campeonato Brasileiro: 2012

Tigres UANL
- Liga MX: Apertura 2015

Cruzeiro
- Copa do Brasil: 2017, 2018
- Staatsmeisterschaft von Minas Gerais: 2018

Ceará
- Copa do Nordeste: 2020

Nationalmannschaft
- Olympische Sommerspiele 2008: 2008 Bronze